# Beresowa Luka
Beresowa Luka (ukrainisch Березова Лука; russisch Березовая Лука Beresowaja Luka) ist ein Dorf im Norden der ukrainischen Oblast Poltawa mit 1300 Einwohnern (2004).

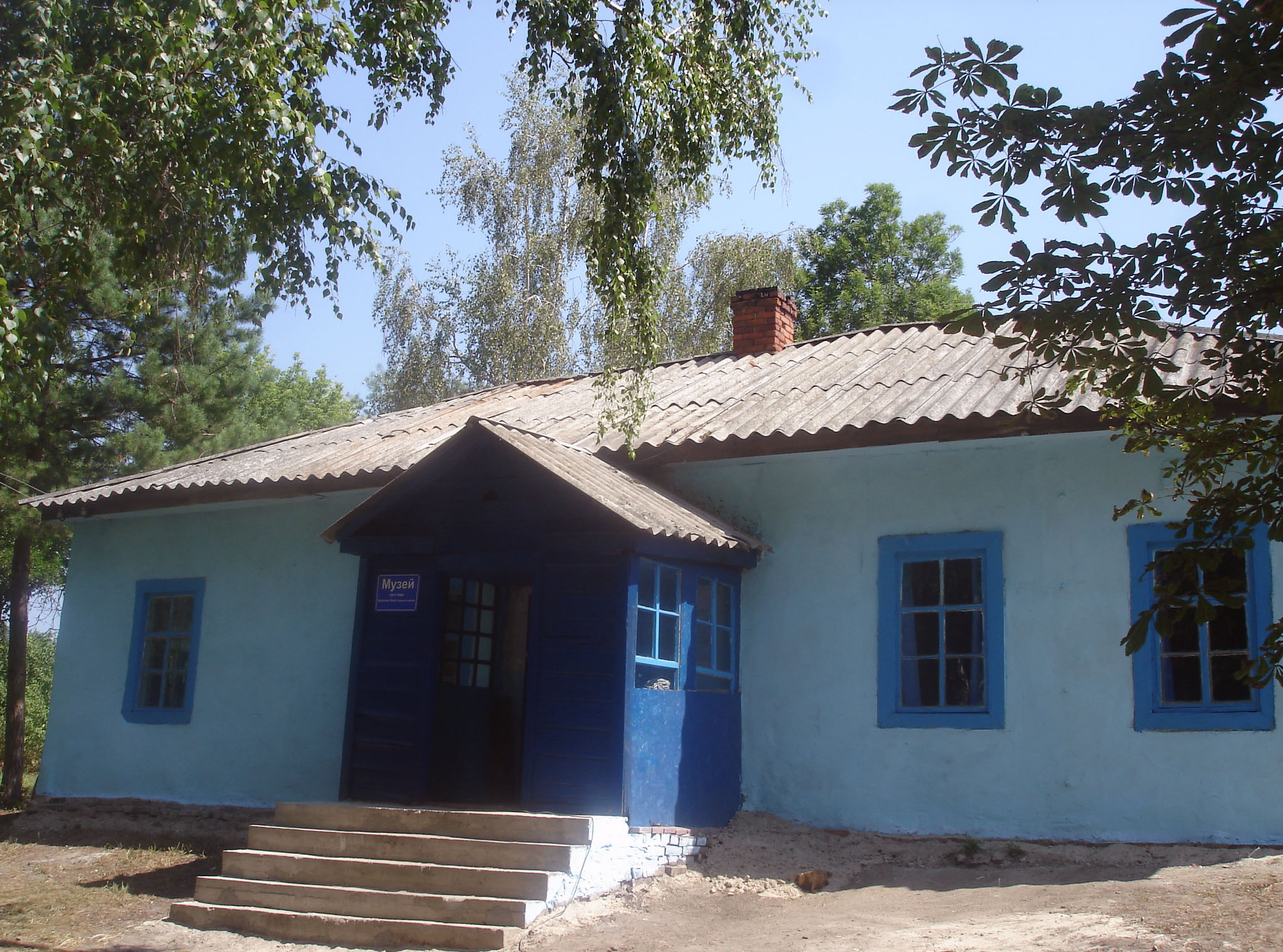
Nach Petro Djatschenko benanntes Museum des Befreiungskrieges von 1917–1921 in Beresowa Luka

Das 1630 gegründete Dorf liegt größtenteils am rechten Ufer des Chorol, 33 km südwestlich vom ehemaligen Rajonzentrum Hadjatsch und 144 km nordwestlich vom Oblastzentrum Poltawa entfernt.
Am 3. Oktober 2017 wurde das Dorf ein Teil der neugegründeten Landgemeinde Petriwka-Romenska, bis dahin bildete es zusammen mit den Dörfern Lychopillja (Лихопілля) und Meleschky (Мелешки) die gleichnamige Landratsgemeinde Beresowa Luka (Березоволуцька сільська рада/Beresowoluzka silska rada) im Westen des Rajons Hadjatsch.
Am 17. Juli 2020 kam es im Zuge einer großen Rajonsreform zum Anschluss des Rajonsgebietes an den Rajon Myrhorod.

## Persönlichkeiten
- Petro Djatschenko (1895–1965), ukrainischer General